# المركز الوطني للقياس والتقويم
المركز الوطني للقياس والتقويم هو مركز وطني سعودي يقوم بإجراء اختبارات موحدة لقياس التحصيل العلمي للطلاب والطالبات المتقدمين للدراسة الجامعيّة، تأسس في 1421هـ 2000م.

## عن المركز
صدر الأمر السامي الكريم بإنشاء «المركز الوطني للقياس والتقويم في التعليم»، بتاريخ 19 جمادى الأول 1421هـ، ليجري اختبارات موحدة لقياس التحصيل العلمي للطلاب والطالبات المتقدمين للدراسة الجامعيّة. عقب ذلك صدور مرسوم ملكي بتاريخ 30 رجب 1437  يقضي بتعديل اسم «هيئة تقويم التعليم العام» ليكون «هيئة تقويم التعليم» وتنقل إليها المهام والمسؤوليات المتعلقة بنشاط تقويم وقياس التعليم العام والعالي الحكومي والأهلي في المملكة، وضم عدد من المراكز والقطاعات تحت إشرافها، ومن ضمنها المركز تحت مسماه الجديد «المركز الوطني للقياس».
وقد خط المركز لنفسه رسالة ورؤية وأهدافًا، تحدد برامج عمله ومساره الذي يُعنى بإعداد مقاييس علمية ومهنية تتوفر فيها العدالة والكفاية، وتسعى في الوقت نفسه لتحقيق ريادة عالميّة في صياغة الاختبارات والمقاييس التربوية والمهنيّة.
يضُم المركز عدداً من الإدارات الفنيّة واللغوية والمهنيّة المناط بها إعداد الاختبارات والمقاييس، إضافة إلى الإدارات المساندة، كما وضع المركز هيكلًا تنظيميًا يُوضّح تسلسل صناعة القرار وانتقاله من أعلى هرم الإدارة إلى بقيّة الإدارات.
حقق المركز منذ تأسيسه إنجازات متميّزة في إعداد وصياغة مقاييس واختبارات في مختلف المجالات التعليميّة والمهنيّة، ودأب على نشرها في تقارير سنويّة، وذلك ضمن استراتيجيته التي تبناها وهي الوضوح والشفافيّة والتواصل مع مختلف شرائح ومؤسسات المجتمع.

## التأسيس
في التاسع عشر من جــمادى الأولى من العـام 1421هـ صدر الأمر السامي ذو الرقم 471/8 بالموافقة على قرار مجلس التعليم العالي، المؤيد بقرار مجلس الوزراء، والمتضمن:
1. أن يكون من ضمن متطلبات القبول بالجامعات إجراء اختبارات تكون نتيجتها معياراً يستخدم إلى جانب معيار الثانوية العامة، ويمكن أن يُجرى هذا الاختبار وفقاً للآتي:

- اختبارات لقياس قـــدرات الطلبة ومهاراتهم واتجاهاتهم.
- اختبارات لقياس التحصيل العلمي. وتكون هذه الاختبارات موحدة للتخصصات التي تدخل تحت نوعية واحدة.

1. أن يسمح بتكرار اختبار القبول أكثر من مرة في العام الواحد.
2. إنشـــــاء مركـــز مستقل إدارياً ومـالياً يســـمى "المركز الوطني للقياس والتقويم في التعليم العالي.
3. أن يتم تحصـــيل مقـــابل مالي؛ يتناســب مع تكاليف عقد هذه الاختبارات؛ لتغطية نفقات تشغيل المركــز وتطـــويـــره والقـــيام بالبحــوث اللازمة لذلك.

## الرسالة والرؤية والأهداف
الرسـالة:
توفير المقاييس التربوية والمهنية التي تساهم في تحقيق العدالة ورفع الكفاءة لمؤسسات المجتمع، وتقديم الدراسات والاستشارات المتخصصة في مجال القياس التربوي.
الرؤيـة:
الريادة العالمية والتميز في صناعة الاختبارات والمقاييس التربوية والمهنية.
الأهداف:
1. تطوير وسائل القياس التربوي في كافة مستويات التعليم.
2. إعداد وإدارة مقاييس واختبارات الترخيص المهني لمخرجات التعليم العالي
3. قياس المؤشرات التربوية والتحصيلية من أجل رفع كفاءة مؤسسات التعليم.
4. المساهمة في الكشف عن الطلاب ذوي القدرات والمهارات والإبداعات تمهيداً لرعايتهم وتوجيههم.
5. استقطاب ورعاية الخبرات في مجال القياس والتقويم.
6. تقديم الخدمات الاستشارية والتعليمية في مجال القياس والتقويم.
7. إجراء الدراسات والبحوث المتخصصة ونشر ثقافة القياس والتقويم في الوسط التعليمي والاجتماعي.

## الاختبارات والمقاييس
- الاختبارات التعليميّة التي يُقدمها المركز، هي من أهم الاختبارات التي تم تطويرها، وتتكوّن من جزأين: لفظي وكمي. تستهدف هذه الاختبارات قياس القدرة التحليليّة والاستدلاليّة للطالب والطالبة، ومساعدتهم على تحديد قدراتهم ومعرفة قابليتهم للتعلم.
- الاختبارات اللغويّة، هي من النوع الثاني من الاختبارات التي يُقدمها المركز، وتشمل: اختبار كفايات اللغة الإنجليزيّة، واختبار اللغة العربيّة لغير الناطقين بها، يُقدم المركز أيضًا مقياسًا للموهبة والإبداع، واختبارات مهنيّة، أهمها: اختبار المعايير المهنيّة للمعلمين.

يمرّ إعداد الاختبارات بمختلف أنواعها بمراحل متعددة، تشمل جوانب نظريّة وجوانب عمليّة تدريبيّة. بعد صياغتها، تخضع للجنة تحكيم متخصصة تقوم بفحصها وتجربتها، وقبل أن يتم إقرارها تتم مراجعتها من قبل لجنة من ذوي الاختصاص، مكوّنة من 4 خبراء.

## مراحل إعداد الاختبارات والأسئلة
إن إعداد الاختبارات في المؤسسات المتخصصة يقوم على قواعد علمية وعملية، تسبق كل سؤال وتصاحبه وتعقبه، حتى يصبح جزءًا من اختبار. وفيما يلي إيجاز للمراحل الأساسية التي يمر بها إعداد اختبارات المركز.

### التهيئة
يستقطب المركز كل عام، ومن مختلف مناطق المملكة، عــدداً من المؤهــلين في مجــــالات اخـــتبارات المركـــز، والعاملين في مجال التعليم الجامعي والتعليم العام، ويعقد لهم ورش عمل دورية تتناول الجوانب النظرية والعملية لكل اختبار:
1- الجوانب النظرية فتشمل:
- المفاهيم التي ينبني عليها الاختبار.
- أهدافه العامة والخاصة.
- المكــــونات العـــامـة لبــنــائه، وخصـــائص أجزائه وأقسامه.
- الأسس النظرية والفنية لصياغة أسئلته.

2- التدريب العملي فيستند إلى:
- عرض لأنواع من الأسئلة ومناقشتها؛ وذلك لتعميق المفاهيم النظرية والمواصفات الفنية.
- تدريب جماعي على كتابة أسئلة تمثل مختلف أقسام الاختبار.
- كتابة أسئلة بصورة فردية (خارج الورشة) ليصـار إلى عرضـــها ومنـاقشــتها في جــلســـات خاصة.

وتتكرر مشاركة بعض الأشخاص في ورش العمل كل عام، ويضاف إليهم عناصر جديدة؛ وذلك سعياً إلى تراكم الخبرات وشيوعها.

### الكتابة
يكلف كل كاتب بوضع أسئلة حسب تخصصه.
1. توخياً للسرية؛ يعطى كل كاتب رقماً خاصاً به، ترتبط به معلومات عنه، مثل: تخصصه، ودرجته العلمية، وخبراته العلمية والعملية. ويظل هذا الرقم مصاحباً للكاتب طيلة تعامله مع المركز.
2. ويعطى كل سؤال رقمًا خاصاً به؛ يصبح بمثابة الهوية الثابتة للسؤال في بنك معلومات الأسئلة، بصرف النظر عن استخدامه لاحقاً ضمن الاختبارات أم لا.

### التحكيم
تقوم بتحكيم الأسئلة لجان يتكون كل منها من ثلاثة أعضاء:
1. مختص في المجال المعرفي للاختبار.
2. مختص في القياس.
3. عضو من أصحاب الخبرة.

ويخضع كل سؤال بمفرده لأحد ثلاثة أحكام من قبل اللجنة:
1. قبوله كما هو.
2. قبوله بعد تعديله من قبل اللجنة؛ إن كانت تنطبق عليه شروط التعديل وضوابطه.
3. الحكم بعدم صلاحيته. وتقوم اللجنة أيضاً، ووفقاً لاستبيان محدد، بالحكم على كل سؤال من عدة نواح، مثل: طبيعته، ومستوى صعوبته المقدّرة، وتناغمه مع الضوابط المضمونة للاختبار، وعدم تحيّزه، ودرجة جودته، وطبيعة التعديلات التي أجريت عليه ومداها (طفيفة، متوسطة، جذرية) والمبررات، في حال رفضه. وهذه المعلومات كلها تحفظ في الحاسب مرتبطة بالرقم الخاص بكل سؤال.

### الإدراج
تُدخل الأسئلة في الحاسب وفقاً لصيغ لجان التحكيم (أي ما توصلت إليه من تعديل للسؤال أو قبوله كما هو)، ويستثنى من ذلك الأسئلة التي حَكمت اللجان بأنها غير صالحة، وغير قابلة لأن تستصلح.